# Neil Magny
Pour les articles homonymes, voir Magny.
Aoutneil Jacques Magny dit Neil Magny, né le 3 août 1987 dans l'arrondissement de Brooklyn à New York, est un pratiquant américain d'origine haïtienne et dominicaine d'arts martiaux mixtes (MMA). 
Il combat actuellement dans la division des poids mi-moyens de l'Ultimate Fighting Championship.

## Palmarès

### Distinctions
- Ultimate Fighting Championship
  - Combat de la soirée (une fois) (contre Kelvin Gastelum)
  - Performance de la soirée (quatre fois)

### Palmarès en arts martiaux mixtes
| 43 combats     | 30 victoires | 13 défaites |
| Par KO         | 9            | 4           |
| Par soumission | 4            | 6           |
| Sur décision   | 17           | 3           |

| Résultat | Record | Adversaire                | Méthode                                 | Événement                                                 | Date             | Round | Temps | Lieu                                       | Notes                     |
| -------- | ------ | ------------------------- | --------------------------------------- | --------------------------------------------------------- | ---------------- | ----- | ----- | ------------------------------------------ | ------------------------- |
| Victoire | 30-13  | Elizeu Zaleski dos Santos | TKO (coups de poings)                   | UFC sur ESPN : Taira contre Park                          | 2 août 2025      | 2     | 4:39  | Las Vegas, Nevada, États-Unis              |                           |
| Défaite  | 29-13  | Carlos Prates             | KO (coup de poing)                      | Soirée de combat UFC : Magny contre Prates                | 9 novembre 2024  | 1     | 4:50  | Las Vegas, Nevada, États-Unis              |                           |
| Défaite  | 29-12  | Michael Morales           | TKO (coups de poings)                   | UFC sur ESPN : Cannonier contre Borralho                  | 24 août 2024     | 1     | 4:39  | Las Vegas, Nevada, États-Unis              |                           |
| Victoire | 29-11  | Mike Malott               | TKO (coups de poings)                   | UFC 297 : Strickland contre du Plessis                    | 20 janvier 2024  | 3     | 4:45  | Toronto, Ontario, Canada                   |                           |
| Défaite  | 28-11  | Ian Machado Garry         | Décision (unanime)                      | UFC 292 : Sterling contre O'Malley                        | 19 août 2023     | 3     | 5:00  | Boston, Massachusetts, États-Unis          |                           |
| Victoire | 28-10  | Philip Rowe               | Décision (divisée)                      | UFC sur ABC : Emmett contre Topuria                       | 24 juin 2023     | 3     | 5:00  | Jacksonville, Floride, États-Unis          |                           |
| Défaite  | 27-10  | Gilbert Burns             | Soumission (étranglement bras-triangle) | UFC 283                                                   | 21 janvier 2022  | 1     | 4:15  | Rio de Janeiro, Brésil                     |                           |
| Victoire | 27-9   | Daniel Rodriguez          | Soumission (étranglement brabo)         | Soirée de combat UFC Fight Night : Rodriguez contre Lemos | 5 novembre 2022  | 3     | 3:33  | Las Vegas, Nevada, États-Unis              | Performance de la soirée  |
| Défaite  | 26-9   | Shavkat Rakhmonov         | Soumission (étranglement en guillotine) | UFC on ESPN: Tsarukyan vs. Gamrot                         | 25 juin 2022     | 2     | 4:58  | Las Vegas, Nevada, États-Unis              |                           |
| Victoire | 26-8   | Max Griffin               | Décision partagée                       | UFC on ESPN: Blaydes vs. Daukaus                          | 26 mars 2022     | 3     | 5:00  | Columbus, Ohio, États-Unis                 |                           |
| Victoire | 25-8   | Geoff Neal                | Décision unanime                        | UFC on ESPN: Rodriguez vs. Waterson                       | 8 mai 2021       | 3     | 5:00  | Las Vegas, Nevada, États-Unis              |                           |
| Défaite  | 24-8   | Michael Chiesa            | Décision unanime                        | UFC on ESPN: Chiesa vs. Magny                             | 20 janvier 2021  | 5     | 5:00  | île de Yas, Abou Dabi, Émirats arabes unis |                           |
| Victoire | 24-7   | Robbie Lawler             | Décision unanime                        | UFC Fight Night: Smith vs. Rakić                          | 29 août 2020     | 3     | 5:00  | Las Vegas, Nevada, États-Unis              |                           |
| Victoire | 23-7   | Anthony Rocco Martin      | Décision unanime                        | UFC 250: Nunes vs. Spencer                                | 6 juin 2020      | 3     | 5:00  | Las Vegas, Nevada, États-Unis              |                           |
| Victoire | 22-7   | Li Jingliang              | Décision unanime                        | UFC 248: Adesanya vs. Romero                              | 7 mars 2020      | 3     | 5:00  | Las Vegas, Nevada, États-Unis              |                           |
| Défaite  | 21-7   | Santiago Ponzinibbio      | KO (coup de poing)                      | UFC Fight Night: Magny vs. Ponzinibbio                    | 17 novembre 2018 | 4     | 2:36  | Buenos Aires, Argentine                    |                           |
| Victoire | 21-6   | Craig White               | KO (coup de genou et coups de poing)    | UFC Fight Night: Thompson vs. Till                        | 27 mai 2018      | 1     | 4:32  | Liverpool, Angleterre, Royaume-Uni         |                           |
| Victoire | 20-6   | Carlos Condit             | Décision unanime                        | UFC 219: Cyborg vs. Holm                                  | 30 décembre 2017 | 3     | 5:00  | Las Vegas, Nevada, États-Unis              |                           |
| Défaite  | 19-6   | Rafael dos Anjos          | Soumission (étranglement bras-tête)     | UFC 215: Nunes vs. Shevchenko II                          | 9 septembre 2017 | 3     | 5:00  | Edmonton, Alberta, Canada                  |                           |
| Victoire | 19-5   | Johny Hendricks           | Décision unanime                        | UFC 207: Nunes vs. Rousey                                 | 30 décembre 2016 | 3     | 5:00  | Las Vegas, Nevada, États-Unis              |                           |
| Défaite  | 18-5   | Lorenz Larkin             | TKO (coups de coude)                    | UFC 202: McGregor vs. Diaz II                             | 20 août 2016     | 1     | 4:08  | Las Vegas, Nevada, États-Unis              |                           |
| Victoire | 18-4   | Hector Lombard            | TKO (coups de poing)                    | UFC Fight Night: Hunt vs. Mir                             | 20 mars 2016     | 3     | 0:46  | Brisbane, Queensland, Australie            | Performance de la soirée. |
| Victoire | 17-4   | Kelvin Gastelum           | Décision partagée                       | The Ultimate Fighter Latin America 2 Finale               | 21 novembre 2015 | 5     | 5:00  | Monterrey, Mexique                         | Combat de la soirée.      |
| Victoire | 16-4   | Erick Silva               | Décision partagée                       | UFC Fight Night: Holloway vs. Oliveira                    | 23 août 2015     | 3     | 5:00  | Saskatoon, Saskatchewan, Canada            |                           |
| Défaite  | 15-4   | Demian Maia               | Soumission (étranglement arrière)       | UFC 190: Rousey vs. Correia                               | 1er août 2015    | 2     | 2:52  | Rio de Janeiro, Brésil                     |                           |
| Victoire | 15-3   | Lim Hyun-Gyu              | TKO (coups de poing)                    | UFC Fight Night: Edgar vs. Faber                          | 16 mai 2015      | 2     | 1:24  | Pasay, Philippines                         | Performance de la soirée. |
| Victoire | 14-3   | Kiichi Kunimoto           | Soumission (étranglement arrière)       | UFC Fight Night: Henderson vs. Thatch                     | 14 février 2015  | 3     | 1:22  | Broomfield, Colorado, États-Unis           | Performance de la soirée. |
| Victoire | 13-3   | William Macário           | TKO (coups de poing)                    | UFC 179: Aldo vs. Mendes II                               | 25 octobre 2014  | 3     | 2:40  | Rio de Janeiro, Brésil                     |                           |
| Victoire | 12-3   | Alex Garcia               | Décision unanime                        | UFC Fight Night: Henderson vs. dos Anjos                  | 25 août 2014     | 3     | 5:00  | Tulsa, Oklahoma, États-Unis                |                           |
| Victoire | 11-3   | Rodrigo Goiana de Lima    | KO (coups de poing)                     | UFC Fight Night: Te Huna vs. Marquardt                    | 28 juin 2014     | 2     | 2:32  | Auckland, Nouvelle-Zélande                 |                           |
| Victoire | 10-3   | Tim Means                 | Décision unanime                        | UFC Fight Night: Brown vs. Silva                          | 10 mai 2014      | 3     | 5:00  | Cincinnati, Ohio, États-Unis               |                           |
| Victoire | 9-3    | Gasan Umalatov            | Décision unanime                        | UFC 169: Barão vs. Faber II                               | 1er février 2014 | 3     | 5:00  | Newark, New Jersey, États-Unis             |                           |
| Défaite  | 8-3    | Seth Baczynski            | Décision unanime                        | UFC: Fight for the Troops 3                               | 6 novembre 2013  | 3     | 5:00  | Fort Campbell, Kentucky, États-Unis        |                           |
| Défaite  | 8-2    | Sérgio Moraes             | Soumission (étranglement en triangle)   | UFC 163: Aldo vs. Korean Zombie                           | 3 août 2013      | 1     | 3:13  | Rio de Janeiro, Brésil                     |                           |
| Victoire | 8-1    | Jon Manley                | Décision unanime                        | UFC 157: Rousey vs. Carmouche                             | 23 février 2013  | 3     | 5:00  | Anaheim, Californie, États-Unis            |                           |
| Victoire | 7-1    | Daniel Sandmann           | Décision unanime                        | Hoosier Fight Club 10                                     | 11 février 2012  | 3     | 5:00  | Valparaiso, Indiana, États-Unis            |                           |
| Défaite  | 6-1    | Andrew Trace              | Soumission (étranglement en guillotine) | Combat USA: Wisconsin vs. Illinois Championship           | 21 juillet 2011  | 1     | 3:10  | Oshkosh, Oklahoma, États-Unis              |                           |
| Victoire | 6-0    | Quartus Stitt             | Soumission (étranglement en triangle)   | Combat USA: Illinois State Finale                         | 14 mai 2011      | 2     | 0:38  | Racine, Wisconsin, États-Unis              |                           |
| Victoire | 5-0    | Kevin Nowaczyk            | Décision unanime                        | Hoosier Fight Club 7                                      | 9 avril 2011     | 3     | 5:00  | Valparaiso, Indiana, États-Unis            |                           |
| Victoire | 4-0    | Darion Terry              | TKO (coups de poing)                    | Rumble Time Promotions 7                                  | 19 novembre 2010 | 3     | 2:13  | Saint Charles, Missouri, États-Unis        |                           |
| Victoire | 3-0    | Lawrence Dunning          | TKO (coups de poing)                    | Cut Throat MMA: Supremacy                                 | 6 novembre 2010  | 2     | 3:09  | Hammond, Indiana, États-Unis               |                           |
| Victoire | 2-0    | Nate Pratt                | Décision unanime                        | C3 Fights 6                                               | 22 octobre 2010  | 3     | 5:00  | Newkirk, Oklahoma, États-Unis              |                           |
| Victoire | 1-0    | Nolan Norwood             | Soumission (kimura)                     | C3 Fights 5                                               | 7 août 2010      | 2     | 2:44  | Newkirk, Oklahoma, États-Unis              |                           |